# Kerry Livgren
Kerry Allen Livgren (ur. 18 września 1949 roku) – amerykański muzyk i kompozytor, najbardziej znany jako współtwórca i były członek zespołu Kansas. Kerry jest mężem Victori Carpenter z którą ma córkę, Katy Kristina. Pierwszego września 2009 roku, Livgren doznał udaru mózgu. Jego stan był określany jako "poważny, ale stabilny.". Livgren częściowo odzyskał sprawność i powrócił do grania w projektach.